# ハックニーのアマースト男爵
ハックニーのアマースト男爵（英: Baron Amherst of Hackney）は、連合王国貴族の男爵位。
保守党の政治家ウィリアム・ティッセン＝アマーストが1892年に叙されたのに始まる。特別継承規定でエクセター侯爵セシル家の分流によって女系継承されて現在に至っている。

## 歴史
保守党所属の庶民院議員ウィリアム・ティッセン＝アマースト(1835–1909)は、1892年8月26日の勅許状によって連合王国貴族ロンドン州におけるハックニーのハックニ―のアマースト男爵（Baron Amherst of Hackney, of Hackney in the County of London）に叙せられた。この爵位は特別継承規定により娘のメアリー(1857-1919)とその男系男子への継承を認めていた。
2代女男爵メアリーは第3代エクセター侯爵ウィリアム・セシルの三男で廷臣のウィリアム・セシル卿(1854-1943)と結婚していた。
その間の長男ウィリアム(1886-1914)は第一次世界大戦の第一次エーヌ会戦で玉砕したため、その遺児ウィリアム・アレグザンダー(1912-1980)が3代男爵を継承した。彼は陸軍軍人であり、第二次世界大戦では中東軍に所属して従軍した。
彼の死後、その長男ウィリアム・ヒュー(1940-2009)が4代男爵を継承したのち、さらにその長男ヒュー・ウィリアム(1968-)が5代男爵を継承した。彼が2016年現在の当主である。

## ハックニーのアマースト男爵 (1892年)
- 初代アマースト男爵ウィリアム・アマースト・ティッセン＝アマースト (1835–1909)
- 2代アマースト女男爵メアリー・ロシズ・マーガレット・セシル（英語版） (1857–1919)
- 3代アマースト男爵ウィリアム・アレグザンダー・イヴェリング・セシル (1912–1980)
- 4代アマースト男爵ウィリアム・ヒュー・アマースト・セシル (1940–2009)
- 5代アマースト男爵ヒュー・ウィリアム・アマースト・セシル (1968-)
  - 法定推定相続人は現当主の息子のジャック・ウィリアム・アマースト・セシル (2001-)